# Taiken-mon-in Hyōe
Taiken-mon-in Hyōe (jap. 待賢門院兵衛 Taiken-mon-in Hyōe; zm. po 1144) – japońska poetka, tworząca w okresie Heian. 
Córka Minamoto no Akinaki, młodsza siostra Taiken-mon-in Horikawy. Po śmierci Taiken-mon-in (nyoin cesarza Toby) w 1145 r. służyła jej córce Jōsai-mon-in.
Trzy utwory jej autorstwa zamieszczone zostało w cesarskich antologiach poezji, w tym jeden w Kin'yō wakashū i dwa w Shin kokin wakashū. Była jedną z czternastu poetów, których wiersze zostały opublikowane w Kyūan hyakushu (cyklu stu wierszy ery Kyūan), sporządzonym na zlecenie cesarza Sutoku.